# Torre New York Life
La Torre New York Life es un rascacielos arrendado en su mayoría por Seguros Monterrey ubicado en el Paseo de la Reforma y Avenida Florencia, en la colonia Juárez, alcaldía Cuauhtémoc en la Ciudad de México, cuenta con 22 elevadores (ascensores), la fachada del edificio es una de las más modernas de la Avenida el Paseo de la Reforma y es el sexto edificio más alto de la avenida. 
La construcción comenzó en julio de 2008, se canceló el proyecto de la Torre Florencia a finales del año 2008. A principios del año 2009 se conoció el nuevo proyecto que ocuparía el predio de Reforma 342 siendo un hotel de la cadena Ritz Carlton, en octubre de 2009 fue también cancelado este proyecto por la crisis económica mundial del año 2009, aunque el proyecto de construir un edificio siguió adelante, el nuevo proyecto incluirá oficinas mixtas, también una zona residencial, un restaurante, un centro comercial y áreas de entretenimiento. 
La construcción de la Torre New York Life comenzó a mediados del año 2010, y tendrá fin en el año 2012, la altura de la construcción se incrementó de 142 metros a 150.1 metros. El uso de esta torre será de oficinas mixtas; tendrá tiendas comerciales y restaurantes.

## La Forma
- Su altura será de 150.1 metros, con 32 pisos y contará con 5 niveles subterráneos.

- El área total del edificio será de: 44,000 m².

- La altura de piso a techo será de 3.68 m.

## Estructura e ingeniería sísmica de la Torre
- Dada la sismicidad de la Ciudad de México y que se encuentra en un terreno poco estable el edificio contara con el siguiente aislamiento sísmico; 100 pilas de concreto y acero que penetran a 51 metros superando el relleno pantanoso del antiguo lago de Texcoco. Además cuenta también con paredes de muros de milán las cuales dan estabilidad y disipan la energía devastadora de un movimiento telúrico, brindándole una óptima protección a la estructura. La losa de la estructura está siendo pretensada para darle mayor seguridad al esqueleto del edificio.

- Los materiales que se están usando para construir este rascacielos son: hormigón reforzado, acero, aluminio y vidrio, para soportar en teoría un terremoto de 8.5 en la escala de Richter.

- Se le considerará uno de los edificios más seguros de la ciudad junto con: Torre Mayor, Torre Ejecutiva Pemex, World Trade Center México, Torre Latinoamericana, Torre HSBC, Edificio Reforma Avantel, Torre Mexicana de Aviación, Torre Insignia y Torre Lomas.

## Detalles importantes

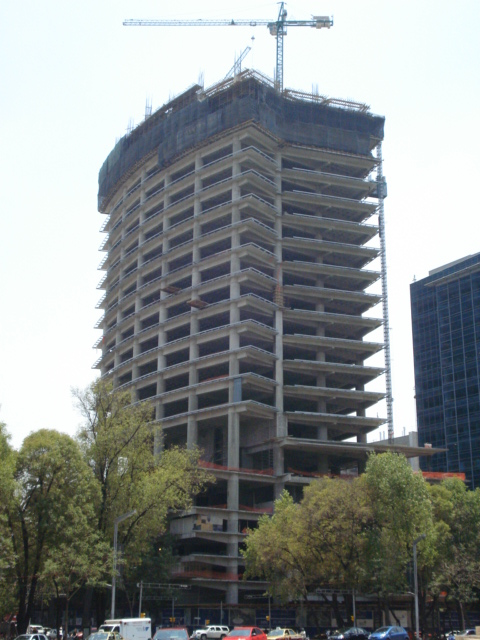
La torre en construcción en abril de 2011.

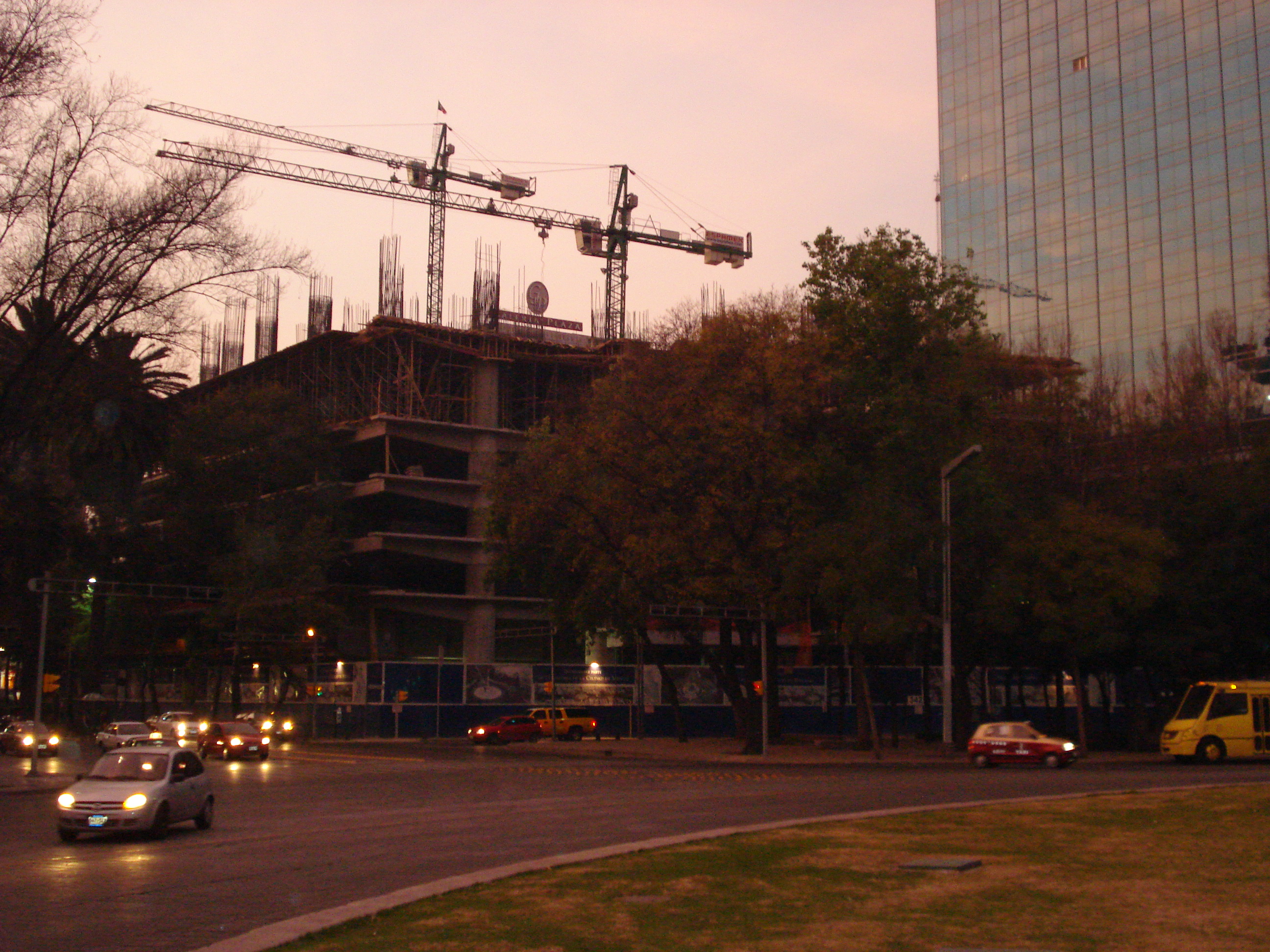
La torre en construcción en diciembre de 2010.

- Se encuentra frente a la glorieta del Ángel de la Independencia, y su uso es exclusivamente para oficinas mixtas, residencial y contando con un restaurante.

- La cimentación de la torre comenzó en junio de 2008 y la construcción tendrá fin en el 2012.

- El predio en donde se construyó la torre, era ocupado por un restaurante de la cadena Vips.

- Cabe destacar que la Torre New York Life es de los nuevos rascacielos del Paseo de la Reforma junto con, Edificio Reforma 222 Torre 1, Reforma 222 Centro Financiero, Edificio Reforma 243, Torre Magenta, Edificio Reforma 90, Torre HSBC, Torre Libertad, Edificio Reforma 243.

- Esta a tan solo unos metros de la Torre HSBC, Torre del Ángel, Reforma 222 Centro Financiero, Torre Mayor, Torre Libertad.

- Es considerado un edificio inteligente, debido a que el sistema de luz es controlado por un sistema llamado B3, al igual que el de Torre Mayor, Torre Ejecutiva Pemex, World Trade Center México, Torre Altus, Arcos Bosques, Arcos Bosques Corporativo, Torre Latinoamericana, Edificio Reforma 222 Torre 1, Haus Santa Fe, Edificio Reforma Avantel, Residencial del Bosque 1, Residencial del Bosque 2, Torre del Caballito, Torre HSBC, Panorama Santa fe, City Santa Fe Torre Ámsterdam, Santa Fe Pads, St. Regis Hotel & Residences, Torre Lomas.

## Datos clave
- Altura - 140.1 metros.

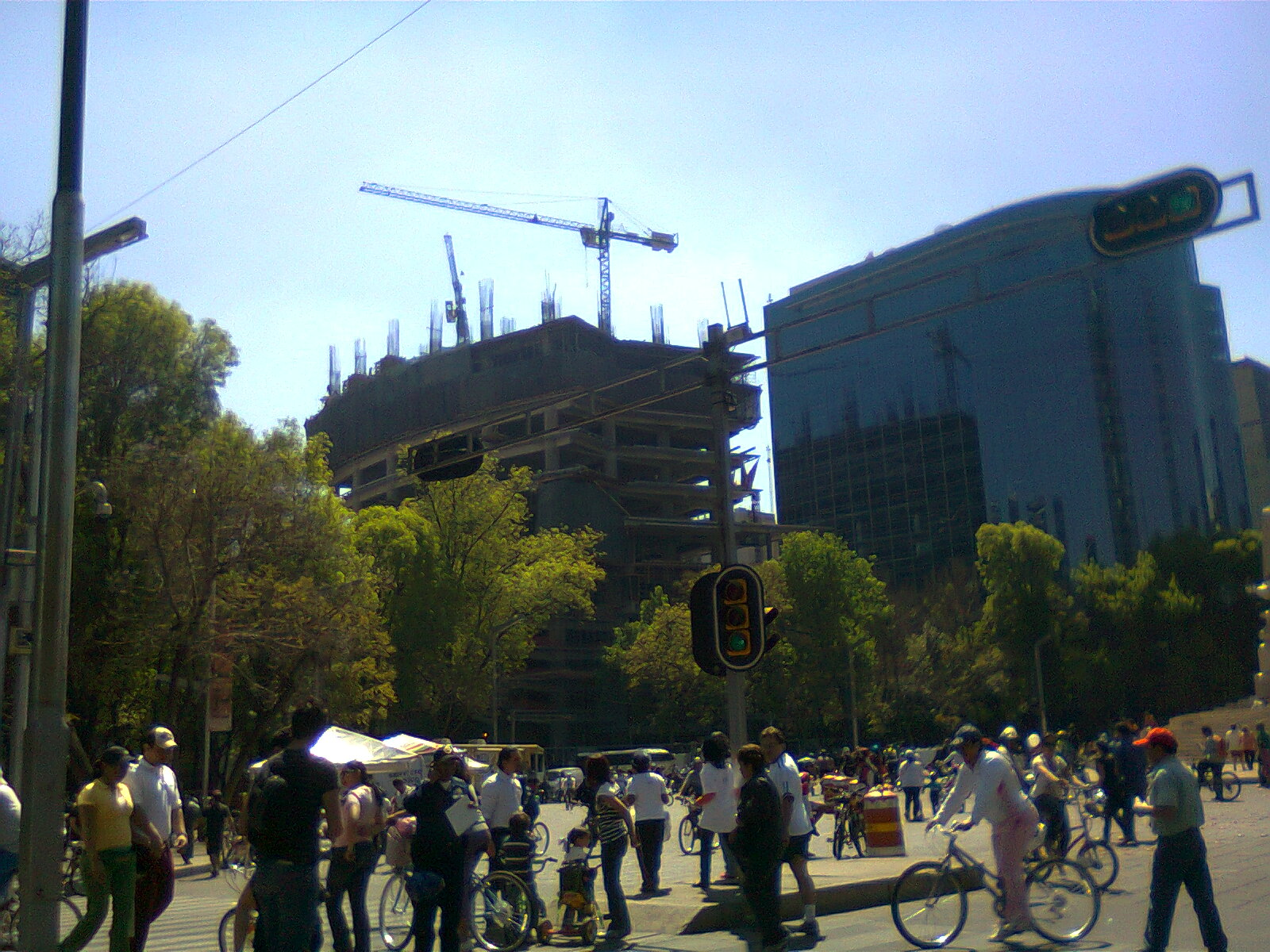
Construcción de la torre en enero de 2011.

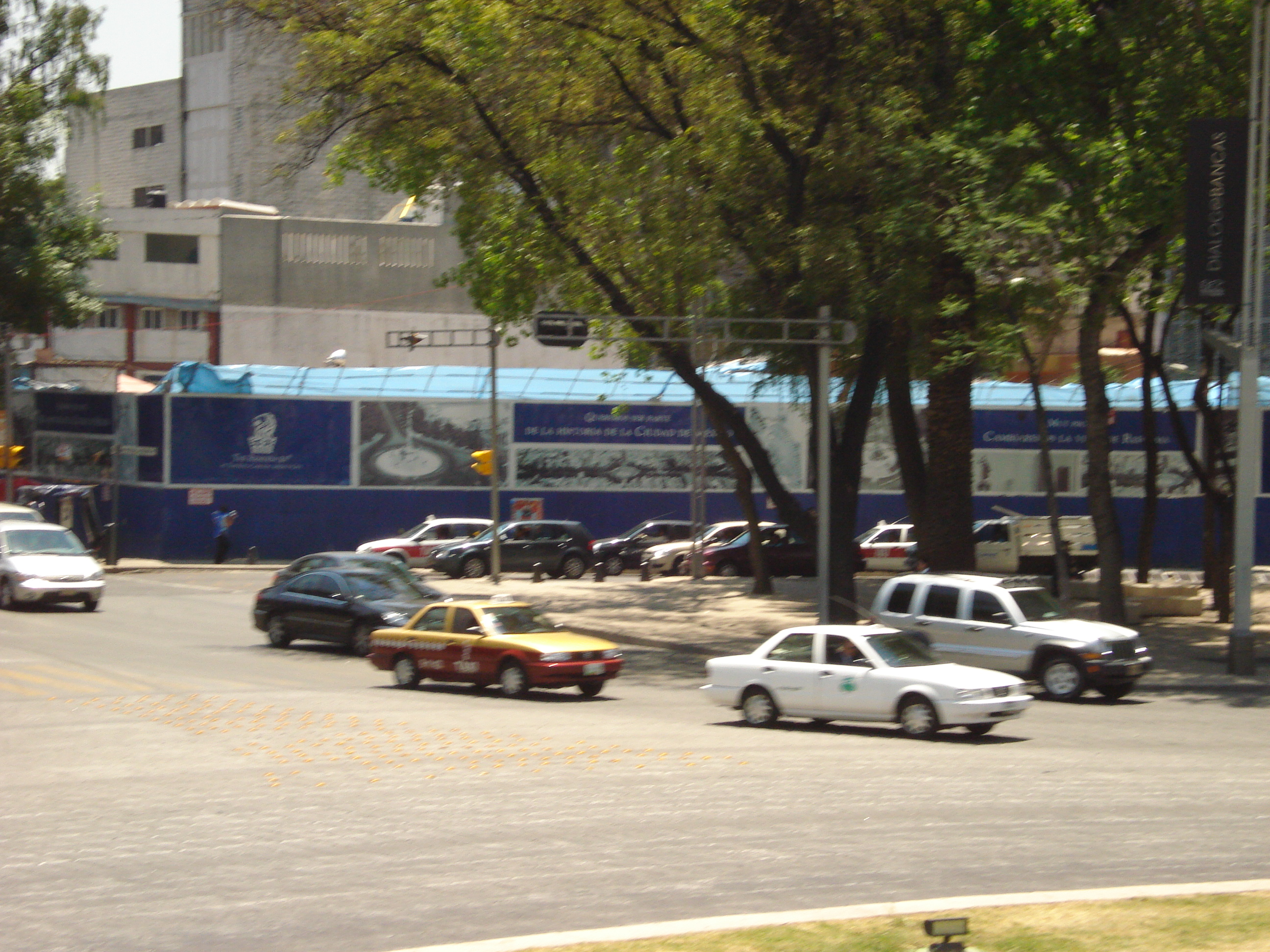
Predio en abril de 2009 de la torre.

- Espacio de oficinas - 44,000 metros cuadrados.
- Pisos - 5 niveles subterráneos de estacionamiento y 32 pisos.
- Condición: 	Terminado.
- Rango: 	
  - En México: 2012: 34º lugar
  - En Ciudad de México: 2012: 27º lugar
  - En la Avenida el Paseo de la Reforma: 2012: 7º lugar